# Etalon (satélite)

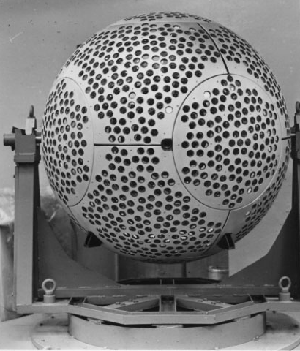
O Etalon-1

O Etalon-1 e o Etalon-2 são dois satélites geodésicos, lançados respectivamente em 10 de janeiro e 31 de maio de 1989. Eles foram projetados para determinar com precisão referências terrestres e parâmetros da órbita e da rotação da Terra, aumentando a precisão conhecida do campo e da constante gravitacionais. Cada um deles é um refletor laser passivo de alta densidade posicionado em órbita terrestre média (MEO) muito estável.